# RisiKo! Prestige
RisiKo! Prestige è una versione avanzata di RisiKo!, pubblicata nel 1998. 
Si differisce per diverse aggiunte dalla versione originale, e per una maggiore rifinitura nei componenti.
Questa versione è particolarmente ambita tra i collezionisti e i giocatori, infatti il suo valore è molto elevato.

## Caratteristiche

### I dadi
Una delle nuove aggiunte è che non ci saranno più solo i dadi rosso e blu per attacco e difesa, ma anche degli altri colori, per un totale di 18 dadi. Questi potranno essere usati da chi possiede il rispettivo colore e possono essere usati sia per attaccare che difendere.

### Le confezioni
Le bustine contenenti le armate sono contenute in pratiche confezioni di cartoncino a forma cuboide, dello stesso colore delle armate in luogo delle bustine di plastica. Le rifiniture dei carri sono le stesse del RisiKo! Challenge, ma rispetto a questo è possibile giocare in sei giocatori (i colori utilizzati sono il nero, il blu, il rosso, il verde, il giallo e il viola). All'interno delle confezioni ci sono 130 armate divise in 70 segnalini di unità di carri, 6 carri armati più grossi (che valgono 5 unità di carri), oltre a 3 bandierine (che valgono 10 unità di carri) e il lancia-dadi circolare in plastica.

### Gli obiettivi da torneo personalizzabili
Nella confezione, oltre alle consuete carte territorio, obiettivi e torneo, vengono aggiunte 10 carte torneo personalizzabili.

### Il campo di battaglia
In RisiKo! Prestige viene aggiunto un campo di battaglia, un parallelepipedo grande quanto la scatola, fatto di velluto verde, con al centro una circonferenza la cui funzione è quella di far girare i dadi.

### I carri armati grandi
Vengono introdotti i carri armati grandi, più grossi di quelli normali, dal valore di 5 carri armati standard. 
Nella confezione, oltre alle consuete carte territorio, obiettivi e torneo, vengono aggiunte 10 carte torneo personalizzabili.

### La plancia
La plancia di gioco è stata rivisitata, con i confini ed i territori leggermente modificati in cui manca il valore (presente invece nella confezione del Risiko! Challenge) e sullo sfondo presenta un'immagine stilizzata del mondo.